# کامپودیمله
کامپودیمله (به ایتالیایی: Campodimele) یک کومونه در ایتالیا است که در استان لاتینا واقع شده‌است.

## خصوصیات
کامپودیمله ۳۸ کیلومترمربع مساحت و ۶۷۱ نفر جمعیت دارد و ۶۴۷ متر بالاتر از سطح دریا واقع شده‌است.